# 토마스 크라운 어페어
《토마스 크라운 어페어》(영어: The Thomas Crown Affair)는 1968년 개봉한 미국의 하이스트 영화로, 노먼 주이슨이 감독을 맡았다.